# 백국
백국(伯國, 영어: county, earldom) 또는 백작령(伯爵領)은 본래 백작이 사법권을 가지는 지도자로 있는 관할 구역이었다가 제국 황제의 직속령이었다가 후에 백작의 영지로 이전되었다.
현재의 영국의 행정 구역인 카운티(county, 주)는 역사적으로 백작령과 관련이 있다. 현재는 단순한 행정 구역으로서 역사적인 백작령과 일치하지 않는다. 1889년까지 잉글랜드의 행정 구역이었던 39개의 백작령들은 현재의 카운티와 구별하기 위하여 구 카운티(ancient county), 역사적 카운티(historic county) 혹은 전통적 카운티(traditional county)라고 일컫는다. 현재의 프랑스의 콩테(프랑스어: Comté) 역시 백작령으로부터 발전되어 온 행정 구역이다.

## 같이 보기
- 백작
- 봉건제
- 공작령